# Scars on Broadway (musikalbum)
Scars on Broadway är Scars on Broadways självbetitlade debutalbum. Det släpptes den 28 juli 2008, men redan den 20 juli samma år hade albumet läckt ut på internet. Albumet innefattar 15 låtar (även om runt 20 låtar spelades in för albumet) som alla är skrivna av grundaren av bandet: Daron Malakian. Låtarna har funnits med Malakian under en längre tid och han förklarade detta med att han gillar att låta låtarna ligga orörda under en längre period för att sedan se vilka av dem som håller bäst. Låten "They Say" släpptes som singel den 28 mars 2008 och hela lålistan till albumet blev offentlig i juni 2008. Scars on Broadway  kom med på Off the Dials lista över 2008 års bästa album.
Den 22 november 2024 släpptes detta album i en Deluxe-utgåva, med två tidigare outgivna låtar: "Stranger" och "War for Religion".

## Tidigare namn på låtarna
- Låten "Drugs!" av System of a Down blev på detta album en del av låten "Enemy".
- Låten "I Like Suicide" heter "Exploding/Reloading" på detta album.[10]
- Låten "Whore Street" heter "Wh*ring Streets" på detta album.[10]
- Låten "Kill Each Other" heter "Kill Each Other/Live Forever" på detta album.[10]
- Låten "World Gone Wrong" heter "World Long Gone" på detta album.[11]

## Låtlista
Alla låtar är skrivna och komponerade av Daron Malakian, om inte annat anges. 
| Nr  | Titel                             | Längd |
| --- | --------------------------------- | ----- |
| 1.  | Serious                           | 2:08  |
| 2.  | Funny                             | 2:55  |
| 3.  | Exploding/Reloading               | 2:15  |
| 4.  | Stoner Hate                       | 2:00  |
| 5.  | Insane                            | 3:07  |
| 6.  | World Long Gone                   | 3:16  |
| 7.  | Kill Each Other/Live Forever      | 3:05  |
| 8.  | Babylon                           | 3:56  |
| 9.  | Chemicals                         | 3:13  |
| 10. | Enemy                             | 3:03  |
| 11. | Universe                          | 4:15  |
| 12. | 3005                              | 2:54  |
| 13. | Cute Machines                     | 3:03  |
| 14. | Wh*ring Streets (Whoring Streets) | 3:01  |
| 15. | They Say                          | 2:48  |

| 16. | Hungry Ghost | 3:36 |

| 16. | Scars on Broadway     | 2:50 |
| 17. | They Say (Musikvideo) |      |

| 16. | The Making of "They Say" video |  |
| 17. | They Say (Musikvideo)          |  |

| 16. | Scars on Broadway | 2:50 |
| 17. | War for Religion  | 5:07 |
| 18. | Stranger          | 6:04 |
| 19. | Hungry Ghost      | 3:38 |

## War for Religion
War for Religion är Daron Malakian and Scars on Broadways första EP, släppt den 4 december 2024 via skivbolaget Scarred for Life. War for Religion innehåller enbart låtar som spelats in samtidigt som debutalbumet, varav två av dem ("Scars on Broadway" och "Hungry Ghost") hade lanserats tidigare.

### Låtlista
Alla låtar är skrivna och komponerade av Daron Malakian, om inte annat anges. 
| Nr           | Titel             | Längd |
| ------------ | ----------------- | ----- |
| 1.           | Scars on Broadway | 2:50  |
| 2.           | War for Religion  | 5:07  |
| 3.           | Stranger          | 6:04  |
| 4.           | Hungry Ghost      | 3:38  |
| Total längd: | Total längd:      | 18:37 |